# サラット・フォンセカ
サラット・フォンセカ（英語: Gardihewa Sarath Chandralal Fonseka, シンハラ語: ගර්දිහේවා සරත් චන්ද්‍රලාල් ෆොන්සේකා, タミル語: சரத் பொன்சேகா, 1950年12月18日 - ）は、スリランカの軍人、政治家。スリランカ陸軍第8代司令官としてタミル・イーラム解放のトラ（LTTE）との戦いを指揮し、26年にわたる内戦を終結させた。内戦後は国防次官を務め、退官後の2010年には大統領選に出馬したが、当時現職だったマヒンダ・ラージャパクサに敗れた。
大統領選後には議会選挙に出馬して国会議員となるが、その直後に政治犯として収監され議席を失った。2015年の大統領選挙ではマイトリーパーラ・シリセーナを支持し、彼の当選後には恩赦を受けて釈放され軍時代の勲章なども回復した。その後さらに同年3月には、スリランカ陸軍史上初の陸軍元帥となった。
2016年の総選挙では全国区で出馬し当選。地方開発大臣や野生動物・持続可能な開発担当大臣を歴任したが、2018年10月26日に起きた憲政危機をきっかけに失脚した。

## 生い立ち
1950年12月18日、スリランカ南西部のアンバランゴダで生まれる。彼の父ピーターは校長、母ピヤワティも教師だった。地元で教育を受けたのちにコロンボにある仏教系男子校アナンダ・カレッジへ入学。1969年に卒業した。在学時は水泳と水球が得意で、学校ではキャプテンを務めた。

## 軍歴
カレッジを卒業したフォンセカは、1970年2月に士官候補生として陸軍へ入隊し、基本訓練を受けた。訓練後は少尉として第1大隊へ配属され、翌年6月に発生した人民解放戦線（JVP）の武装蜂起にも対応した。
1973年に中尉、1976年には大尉に昇進し、同時期にはコマンド部隊の訓練なども受けた。その後1980年に少佐に昇進したフォンセカは、翌年以降数年間をスリランカ陸軍士官学校の教官として過ごした。

### 第一次イーラム戦争
1987年にバングラデシュの参謀学校を卒業したフォンセカは、スリランカ陸軍第4軽歩兵隊の指揮官に任命された。当時は第一次イーラム戦争の終盤であり、フォンセカ自身もジャフナ半島攻略作戦に参加した。戦後は中佐に昇進し、1989年には第1大隊長を任された。
同時期には人民解放戦線（JVP）による2回目の武装蜂起も発生しており、これに対してもガンパハ県の軍事コーディネーターとして参加した。この作戦で彼はJVP指導者のプレマクマール・グナラトナムを捕らえ、評判を上げた。

### 第二次イーラム戦争
1991年には大佐に昇進し、バラベガヤ作戦では第3旅団長として活躍した。エレファント・パスの戦いでは、フォンセカ率いる部隊が包囲されながらも圧倒的な劣勢を持ち堪え、LTTEの撃退に成功した。その後はアンベプッサにあるシンハ連隊の中央司令官に任命され、陸軍本部作戦部にて働いた。
1993年にジャフナ要塞がLTTEに占領されると、フォンセカは部隊を率いて奪還作戦を行なった。この作戦でフォンセカは足に銃弾を受け負傷するが、奪還作戦は成功し数百名の兵士が救出された。同年末には准将に昇格し、陸軍本部に配属された。

### 第三次イーラム戦争
1995年にはLTTEからジャフナを奪還したリヴィレッサ作戦での役割を評価され、広く知られるようになった。またその後のジャヤシクルイ作戦でも重要な役割を果たした。
1998年には少将に昇格し、第22師団司令官兼陸軍本部参謀を務めた。
2000年にエレファント・パスが再び陥落するとフォンセカはジャフナ防衛本部へと赴き、ジャフナ半島防衛作戦を指揮した。その後ワンニ防衛本部司令を務めたのち、2002年から2003年にかけて再びジャフナ防衛本部司令を務めた。またこの時期に新しい歩兵訓練プログラムを開発した。
その後イギリスの王立国防学院で学び、その後はスリランカの参謀学校で校長を務めた。2003年にはスリランカ陸軍予備軍の司令官に任命され、その翌年には陸軍参謀総長となった。そして2005年、大統領マヒンダ・ラージャパクサから陸軍総司令官を任命され、中将に昇進した。

### 暗殺未遂事件
2006年4月25日、フォンセカの乗った車両がLTTEの自爆テロに遭い、重傷を負った。実行犯はアノジャ・クーゲンチララサという妊婦で、軍病院で一般向けに行われていた産科診療を受けた後でフォンセカの車両を襲撃した 。フォンセカとその副官が重傷を負い、護衛を含む9名が死亡したがフォンセカ自身は一命を取り留めた。これは襲撃場所が軍病院の正面で、救急車で数分以内にスリランカ国立病院へ搬送することができたからである。また事故直後もフォンセカには意識があり、将校や医師と話すこともできた。その後緊急手術を受け、一時は意識不明となり人工呼吸器を装着したが、事件から5日後の4月30日には意識を取り戻した。その後陸軍本部に併設された軍病院へ移送され、さらにシンガポールで高度な治療を受けた。その後彼が大臣となった2016年には、大統領のマイトリーパーラ・シリセーナに対して自身の暗殺に関わった人物の恩赦に向けた措置を取るよう要請した。

### 第四次イーラム戦争
治療を終えたフォンセカは同年7月から軍務に復帰した。彼は30年に及ぶ内戦を終結させた戦略の立案者と評されている。
彼は従来の方針を変更してLTTEの巧妙な戦術・戦略に合わせた戦い方を考案し、圧倒的な数的優位を利用してLTTEに圧力をかけ続けた。また、陸上戦を支援するために海軍・空軍を全面的に展開することを主張し、他の軍司令官の支持を得ることに成功した。
フォンセカは陸軍部隊を小さな集団に分け、高度な訓練を受けた士気の高い兵士を育成し、LTTE支配地域へ送り込んで幹部を暗殺させた。また彼は陸軍を防衛重視からから攻撃重視の軍隊へと変貌させた。経験豊富な指揮官は、積極的な軍事指導とともに歩兵の訓練・気風の変更、北方の防備など、戦闘前の準備で軍事戦略を変えていったのである。また積極的に前線の兵士を激励し、軍内にあった保守的な姿勢を転換した。また2007年には機械化歩兵連隊を創設も行なっている。
彼はLTTEの攻撃への対応に追われていた陸軍を変革し、3年で戦争を終結させる計画を立案した。その主眼は領土の回復だけでなく敵軍の掃討に当てられていた。彼は主要幹線道路沿いで行われていた作戦を削減すると同時に戦線を拡大し、敵戦力の分散を図った。そして4人編成の小隊を大量に投入し、自軍兵力と民間人の犠牲を少なくしつつ隠密作戦と多方面作戦を展開した。また東部戦線の終結前に北部の攻略を開始することで、停戦交渉が行えないようにした。
また孫子の兵法に則って敵軍の戦力が集中した場所は避け、また軍内の年功序列も廃して現場経験の多い指揮官を登用した。またLTTEの艦船・指揮官の排除に海軍・空軍が必要であることを証明した陸軍情報部も再構築した。また軍内部の評価制度も一新して汚職や賄賂の排除に取り組んだ。また銃などの装備品の在庫管理制度も改革し、軍事予算の効率化にも取り組んだ。これらの業績が評価され、2009年1月にはインドの国家安全保障補佐官が選ぶ最優秀軍事指揮官に選ばれた。

### 戦争終結
2009年5月18日、スリランカ軍はLTTEを完全に制圧し、26年に及ぶ内戦を終結させた。フォンセカはその中心的存在として陸軍を指揮し、この業績によって国内から英雄として評価されるようになった。そしてその後すぐに国内初の陸軍元帥（名誉職）に昇進した。そして同年7月には大統領直属の国防次官となり、大統領の防衛戦略を補佐した。

### 退官
翌年1月に行われる大統領選挙に出馬するため、同年11月12日に防衛大臣ゴーターバヤ・ラージャパクサを通じて辞任届けを大統領に提出した。彼は月末まで仕事を続けるよう留任されたが結局16日に辞任し、後任には空軍司令官のロシャン・ゴーナティラカが就任した。

## 政治家としての経歴

### 事前の報道
戦争が終結する前からフォンセカが政界入りするかどうか議論がなされていたが、戦争が終結した直後の2009年8月ごろには既にフォンセカが政界入りするとの報道が出始めていた。

### 2010年大統領選出馬
2010年大統領選挙においてフォンセカは統一国民党（UNP）、人民解放戦線（JVP）などから推薦を受けた野党統一候補として立候補した。また元大統領のチャンドリカ・クマーラトゥンガからも支援を受けた。なお彼自身はどの政党にも所属しない無所属で立候補した。
フォンセカの大統領出馬宣言がなされた直後、現職大統領のラージャパクサは任期満了の2年前に選挙を実施するよう要求した。
フォンセカを支援するUNP、JVPの両党は、強力な選挙運動をおこなった。彼らはフォンセカこそがLTTEとの内戦に勝利した真の英雄であり、彼が大統領になれば少数民族からの支援も得てラージャパクサ政権下で行われた汚職を一掃する用意があると主張した。また、長年先送りにされてきた公務員の給与引き上げも約束した。さらに彼らは憲法改正によって大統領権限の一部を議会へ移譲し、公費の使途を監視する独立委員会を設置することも公約に掲げた。

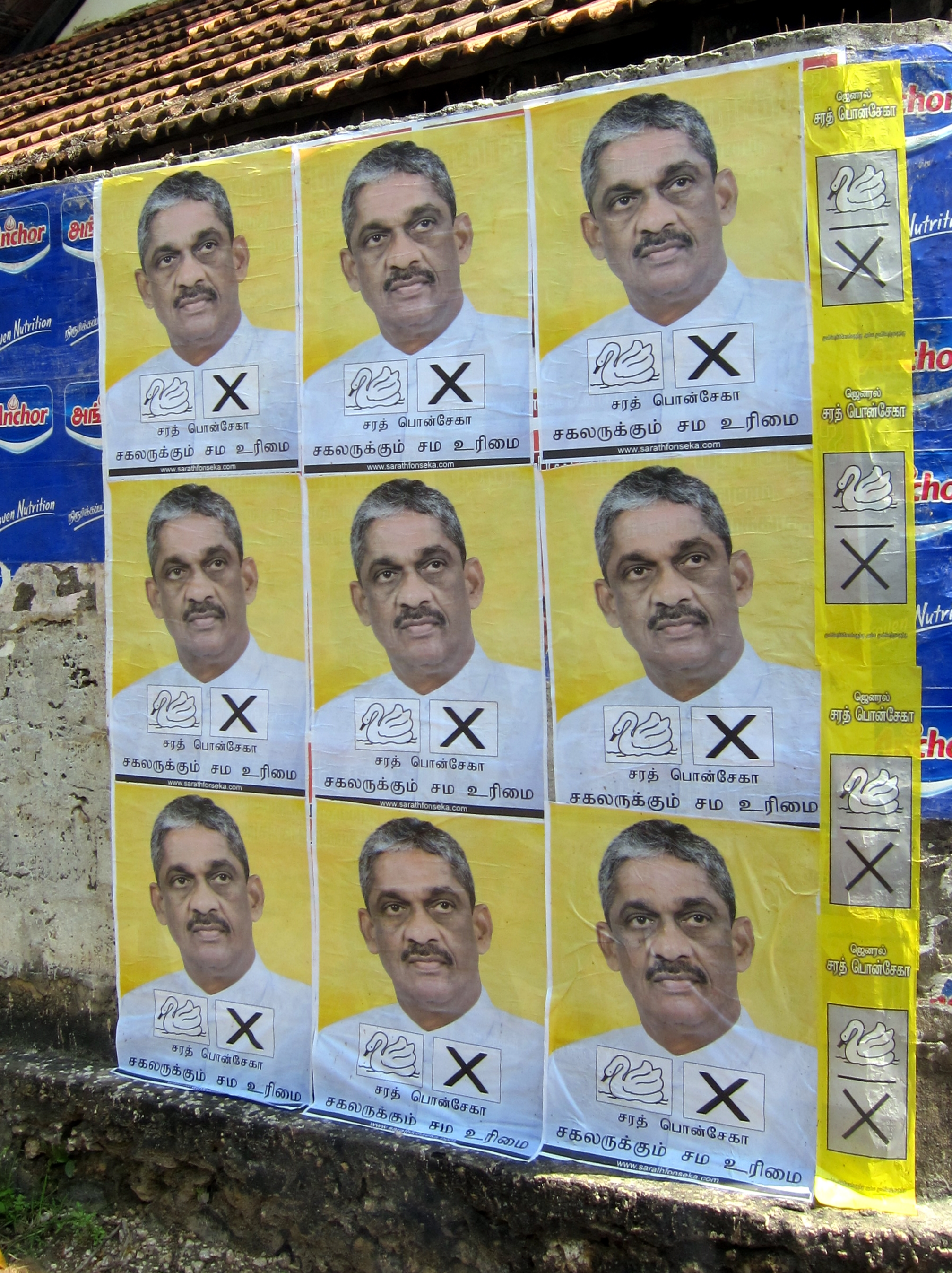
選挙ポスター

一方でフォンセカは選挙期間中に数多くの挫折を味わった。2009年12月には地元紙の「サンデイ・リーダー」がとある記事を掲載した。そこには「当時防衛長官であり大統領の実弟でもあるゴーターバヤ・ラージャパクサが、降伏したLTTEの幹部3名を殺害するよう命令した」というフォンセカの証言が掲載されていた。この証言は全国に広まることとなり、フォンセカは世間から「裏切り者」として認識されてしまった。その後フォンセカは自身の証言の一部のみが同紙に取り上げられていると釈明したが、多くの分析家はこの時点で勝敗が決したと後に分析している。
これに加えてスリランカ政府もフォンセカの不正行為の証拠を提示した。この証拠によるとフォンセカは、入札委員会の委員長を解任して自身がその職に就き、全ての入札を彼の義理の息子が所有する企業から受けていた。加えて彼の親友が会社設立の経緯をメディアに暴露した。それによると、この会社はフォンセカの義理の息子によってアメリカで設立され、終戦までの3年間で合計300万ルピーもの装備品をスリランカ軍に販売していた。フォンセカは批判されている会社と義理の息子の会社は無関係だと主張したが、会社名は同じ"Hicorp"だった。この疑惑もまた政府を支持する全国紙などで大々的に報道され、フォンセカの評判を落とすために利用された。
その後、LTTEと協力関係にあったタミル人政党「タミル国民連合（TNA）」がフォンセカの支持に動いた。すると今度は、フォンセカとTNAの間に結ばれた密約が政府から暴露された。それによるとフォンセカは、大統領選において北部および東部のタミル人の支持を得る見返りに、北部州と東武州の合併およびタミル人による自治を約束したという。しかし、この報道は後に野党党首がフェイクニュースであると証明した。しかし一部のシンハラ人たちはこの報道に怒りを発した。なぜならそれまでの30年間スリランカ政府がLTTEと戦ってきたのはまさにタミル人の自治を認めないためだったからである。一方で野党もマヒンダ・ラージャパクサとイーラム人民民主党（EPDP）党首のダグラス・デバナンダが密かに協力していることを暴露した。
こういった混乱はありつつも、フォンセカは依然として1月26日の選挙当日には大勝するだろうと考えていた。そのため彼は大統領公邸から数百メートル離れた場所にある五つ星ホテルの部屋を70部屋借りて選挙当日の夜を迎えた。またメディアは軍およそ400名の兵士が脱走し、フォンセカが予約したホテルへと駆けつけたと報じた。フォンセカ陣営はこれを否定し、ホテルにいる人々はフォンセカを支持する政党のメンバーであって脱走兵はいないと述べた。
そして翌日の1月27日、選挙結果が発表された。

### 大統領選直後
敗戦の報を聞いたフォンセカは結果を受け入れることを拒否し、オーストラリアへの亡命を検討すると述べた。
1月28日、「選挙結果が僅差だった場合に備えてフォンセカがクーデターを計画している」とラージャパクサ政権の閣僚が主張したことを受け、CIDが新たに捜査を開始した。またこれに伴い、フォンセカを支持していたJVPが運営していたメディア「ランカ」が1月30日に裁判所令を受け閉鎖されている。ただし、「ランカ」については数日後に裁判所が閉鎖令を撤回し、CIDに対して事務所の再開を命じた。しかし、フォンセカ自身は2月8日に戦争法違反の疑いでスリランカ陸軍に逮捕・拘束された。

### 逮捕・勾留
2010年2月8日、フォンセカはスリランカ軍憲兵により逮捕・勾留された。逮捕理由は防衛次官時代に軍規違反をしたというものであった。軍はフォンセカがスリランカ軍法第57条1項に違反したと宣言した。彼はスリランカの弁護士の公休日にあたる8月9日〜13日に軍法会議で審理を受けたため、弁護を受けられなかった。その他、裁判官の選定が適切でなかったとフォンセカの弁護人は主張している。それに加えて証人尋問も前述の期間に行われたため、弁護人は証人尋問にも同席できなかった。これらの問題にもかかわらず、軍法会議はフォンセカに対して有罪判決を下し、30ヶ月の収監を命じた。さらに大統領マヒンダ・ラージャパクサの宣言により、軍籍と過去の勲章、そして軍人年金の受給資格を剥奪された。
2011年11月、フォンセカはさらに他の事件で収監3年、罰金5,000ルピーの判決を受けた。
彼はさらにコロンボ高等裁判所でも起訴されたが、軍事法廷とコロンボ高裁で扱われている容疑は実質的に同じであり、同じ容疑に対して複数回の判決を下すことはできないという主張が認められたため、2012年3月に無罪判決が下された。
フォンセカが大統領選挙直後に逮捕されたこともあり、フォンセカは政治犯として報道されることがある。

### 2010年総選挙とその後の動き
2010年4月に実施された総選挙に民主国民同盟（DNA）党首としてコロンボ選挙区で立候補したフォンセカは98,000票以上を集め、彼が率いたDNAも選挙区で110,683票を集めた。彼は国会議員の地位を得たが、2年半の実刑判決を受けたことで憲法上議員職を続けられなくなった。彼は軍籍剥奪、収監、議員資格の剥奪の取り消しを求めて控訴したが、2011年12月に請願は却下された。そのため、翌年1月に彼は最高裁判所へ上訴した。

### 釈放後
国内外からの釈放の声に押された大統領マヒンダ・ラージャパクサは2012年5月、ついにフォンセカの釈放を命じる書類に署名した。
同年9月、DNA選出の国会議員ティラン・アレスが事務局長を辞任した。彼はフォンセカ釈放のため複数回ラージャパクサ大統領と交渉をしたことでメディアから注目されていた。翌月には国民比丘戦線（NBF）とDNAが共同で大統領制廃止運動を展開した。最大野党統一国民党（UNP）の国会議員カル・ジャヤスリヤは執行部に参加の許可を求めたが、首脳陣は10月18日にコロンボ・ハイドパークで開かれる予定だったデモへのボイコットを党員に命じた。

### 2015年大統領選挙・総選挙
2015年に実施された大統領選挙では、フォンセカはマイトリーパーラ・シリセーナの支持に回り勝利した。シリセーナの当選に伴ってフォンセカは恩赦を受け、1月22日付で全ての罪状を免除され市民権を回復した。また、これによって過去の軍籍や勲章、軍人年金の受給権も回復された。フォンセカは加えて有罪判決によって失った自らの国会議席の回復を要求した。また3月22日にはシリセーナ大統領によって新設された陸軍元帥のポストに就任した。
同年に実施された総選挙では自身が代表を務める民主党からコロンボ選挙区へ立候補したが、落選した。

### 統一国民党 (UNP) への参加
2016年2月、フォンセカが率いる民主党 (DP) は統一国民党 (UNP) と合意を結び、UNPが主導する政党連合の統一国民戦線 (UNF) にDPが参加することとなった。
そして同年2月9日、M・K・A・D・S・グナワルダナ議員の死去に伴い空席となった議席を引き継ぐ形でフォンセカは国会議員となった。そして25日には「野生生物・持続可能な発展担当大臣」として初の入閣を果たした。
しかし2018年に発生した憲政危機により大臣の職を失い、危機が収束した後も返り咲くことはなかった。憲政危機においてシリセーナ大統領はフォンセカの名前が捜査線上に上がっていると主張したが、受け入れられなかった。
さらに翌年発生した連続爆発テロ事件を受け、首相でありUNP総裁でもあったラニル・ウィクラマシンハはフォンセカを法務大臣に任命するよう要求したが、シリセーナ大統領はその要求を却下した。
2022年、フォンセカは、大衆の支持、そして多数派であるスリランカ人民戦線 (SLPP) の支持を得られるのであれば、大統領になる用意はあると述べた。